# Furggenspitz
De Furggenspitz is een berg gelegen in de Berner Alpen in Zwitserland. Hij heeft een hoogte van 2.297m.